# Berckefeldt (Adelsgeschlecht)

Wappen derer von Berkefeld

Berckefeldt (auch: Barkefeld, Barkevelde, Berkefeld, Birkefeld oder Birkinevelde) ist der Name eines Grubenhagener Uradelsgeschlechts.

## Geschichte
Der Name der Familie leitet sich von der im Hochmittelalter zerstörten Burg Birkenfeld bei Rübeland ab.
Das Geschlecht erscheint erstmals 1189 urkundlich mit Conradus de Barckinevelde, die Stammreihe beginnt mit dem 1305 urkundlich genannten Barthold. Das Stammhaus Pipinsburg bei Osterode am Harz verloren sie durch die Zerstörung in einer Fehde zwischen Albrecht I. und Friedrich III.
Über mehrere Jahrhunderte standen sie in Diensten der Welfen, darunter 1359 an der Seite Ottos. 1398 waren sie an der Durchsetzung welfischer Ansprüche auf die Burg Lutterberg gegen die geistlichen Herrschaften Mainz, Quedlinburg, Gandersheim und Hildesheim beteiligt. Im 16. Jh. sind Positionen als Geheimer Rat an der Seite Philipps I. und als Marschall Philipps II. beurkundet. Otto von Berckefeldt (1572–1684) aus Hörden am Harz wurde 112 Jahre alt. Im 17. und 18. Jahrhundert standen sie noch in Diensten der Kurbrandenburgischen und Preußischen Armee.
Als Hohnsteinisches Adelsgeschlecht wurden sie im 13. Jahrhundert im Zusammenhang mit dem Kloster Walkenried genannt. 1305 hatte ein Jorden einen Burgmannsitz auf Burg Klettenberg (?) und 1458 hatte Heise ein Rittergut in Ermleben. Im 14. und 15. Jahrhundert hatte sie Besitzungen im Eichsfeld und danach noch im Hohnsteinischen Gebiet. In der Umgebung von Osterode wurde auch ein Siegel derer von Berckefeldt mit einem Querbalken im Schilde geführt.

## Namensherkunft
Etymologisch steht das Basiswort Bberke-, Barke- für die Birke oder als Birkicht, Eichicht für Gesträuch. das Grundwort -Feld kommt als Landschaftsgrundwort vor allem in Thüringen und Südniedersachsen vor.
Namensähnlichkeit besteht auch mit dem ehemaligen Grubenhagenschen Dorf Barkefelde, welches etwa drei Kilometer südöstlich von Hattorf in der Oderaue gelegen hat, das Dorf wurde 1577 in einer Urkunde als wüst genannt. Ein weiteres Dorf mit ähnlichem Namen existierte im Mittelalter im Untereichsfeld zwischen Rollshausen und Germershausen. Für das im Obereichsfeld gelegene Birkenfelde wurden 1186 Cunradus de Birkinvelt und 1209 Hertwig und Siegfried de Birkenfeld als Zeugen erwähnt. Inwieweit diese Orte mit dem Adelsgeschlecht in Verbindung standen oder ob es sich um verschiedene Familien handelte, ist nicht genau bekannt.

## Familienangehörige
- Alexander Adolph Joseph Ludwig von Berckefeldt (1830–1909), preußischer Offizier und Bürgermeister
- Carl Edmund von Berckefeldt (1830–1899), hannoverscher Hauptmann, preußischer Major und zuletzt Bürgermeister von Springe

## Wappen
Das Wappen zeigt in Rot eine schreitende, rot bezungte silberne Bracke) mit goldenem Halsband über sieben (1, 3, 3) Kugeln (goldene Besanten = Byzantiner Münzen) oder über sieben Rosen schreitend. Auf dem Helm mit rot-silbernen Helmdecken die Bracke.

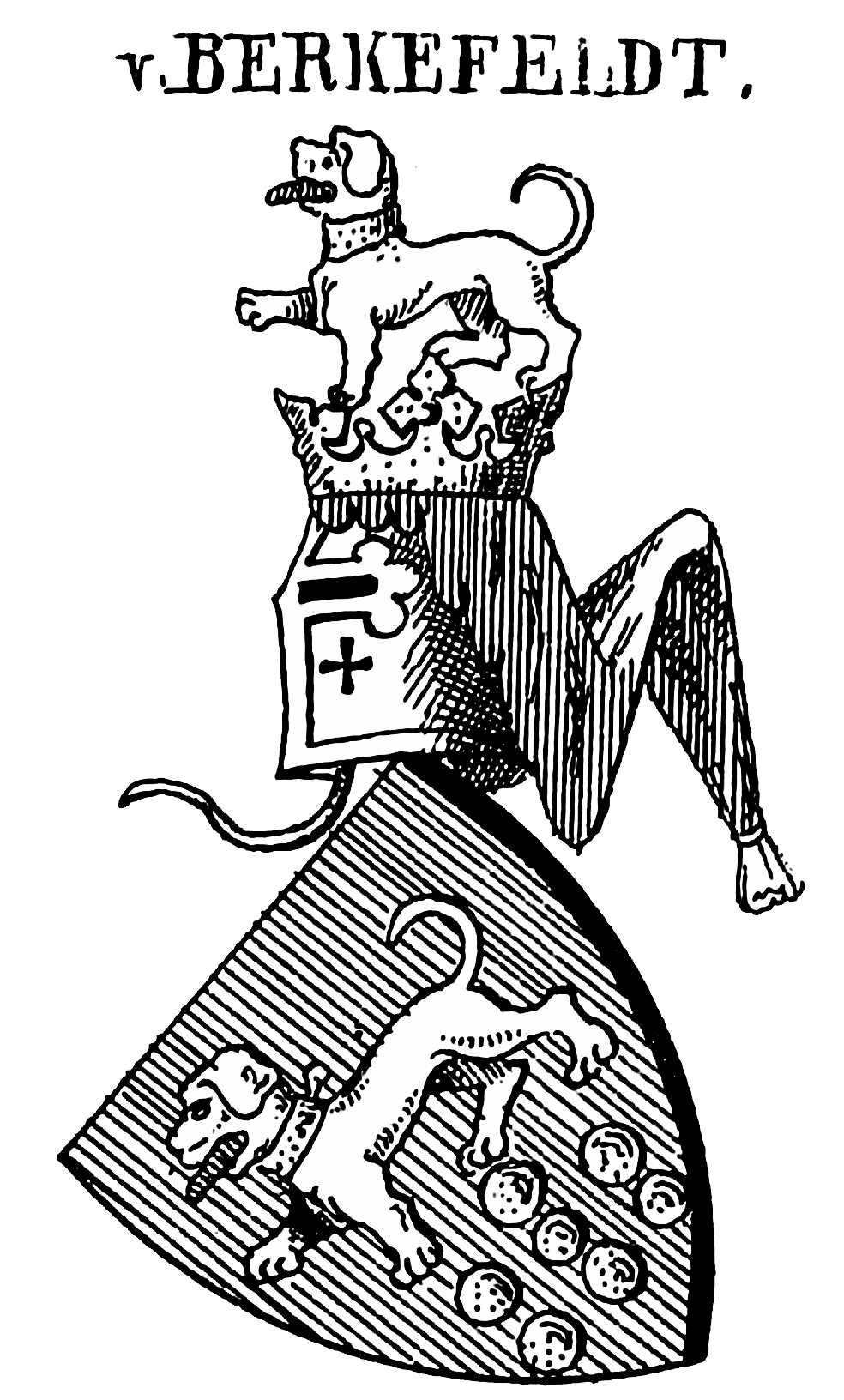
Wappen derer von Berkefeld
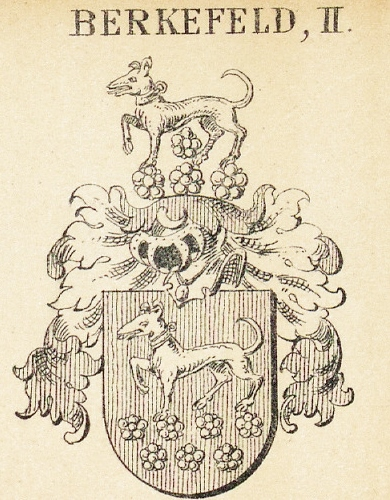
Wappenvariante derer von Berkefeld